# جامعه اسلامی دانشجویان
جامعه اسلامی دانشجویان یک تشکل دانشجویی اسلامگرا است که در دانشگاه‌های ایران فعالیت می‌کند. این تشکل در سال ۱۳۶۸ توسط جمعی از اعضا و هواداران حزب جمهوری اسلامی تأسیس شد.
این تشکل روابط نزدیکی با سید علی خامنه‌ای رهبر جمهوری اسلامی ایران دارد و هدف خود را در سند چشم‌اندازش تبدیل شدن به «بازوی مشورتی دانشجویی عمدهٔ رهبری» قرار داده است.

## تاریخچه
پس از انقلاب فرهنگی و ممنوعیت فعالیت جریانات سیاسی دگراندیش چپ و لیبرال، انجمن‌های اسلامی دانشجویان به عنوان هواداران حکومت اسلامی و انقلاب فرهنگی به تنها سازمان دانشجویی در دانشگاه‌های ایران تبدیل شدند. اگرچه مخالفان و منتقدان حکومت از دانشگاه بیرون رانده‌شدند و دانشجویان، استادان و کارکنان مخالف و منتقد در جریان انقلاب فرهنگی تصفیه شدند، اما میان طیف اسلامگرای طرفدار حکومت نیز اختلافاتی به وجود آمد. برخی از رهبران حزب جمهوری اسلامی به تبلیغ خط مشی خود در میان انجمن‌های اسلامی پرداختند و گروهی از دانشجویان اسلامگرا را به سمت خود جذب کردند. از آن‌جمله سید محمد بهشتی بدون هماهنگی با دفتر تحکیم وحدت به سخنرانی در انجمن‌های اسلامی پرداخت یا سید حسن آیت به سخنرانی در اردوی سالانهٔ انجمن اسلامی پرداخت که این مسائل با واکنش دفتر تحکیم وحدت مواجه شد. پس از بحران سال ۱۳۶۰ که در جریان آن بهشتی و آیت هر دو کشته شدند، اختلافات میان انجمن‌های اسلامی با حزب جمهوری اسلامی و شاخهٔ دانشجویی آن نیز تشدید شد. گروهی از دانشجویان اسلامگرا در درون انجمن‌های اسلامی که خود را دنباله‌روی افکار سید محمد بهشتی می‌دانستند به حزب جمهوری اسلامی و شاخهٔ دانشجویی آن گرایش پیدا کردند و جانب این حزب را گرفتند. اختلاف میان دو طیف انجمن اسلامی در سال ۱۳۶۲ در جریان ارائهٔ لیست برای انتخابات مجلس دوم علنی شد. در آن انتخابات دفتر تحکیم وحدت به عنوان جناح چپ و حزب جمهوری اسلامی به عنوان جناح راست حکومت اسلامی در انتخابات شرکت می‌کنند. پس از انتخابات مخالفان حزب جمهوری اسلامی در درون دفتر تحکیم وحدت اکثریت مطلقی به دست می‌آورند و تبعاً هواداران حزب جمهورس اسلامی در دفتر تحکیم وحدت تحت فشار اکثریت قرار می‌گیرند. جناح وابسته به حزب جمهورس اسلامی جناح دیگر را به رد صلاحیت بی‌دلیل کاندیداها و عدم تحویل مهر و کلید انجمن به گروه منتخب متهم می‌کند. از این زمان جریان نزدیک به حزب جمهوری اسلامی فعالیت‌های خود را به صورت تشکیل نهادهای دیگری مانند کانون شهدای ۷۲ تن در خارج از دانشگاه و هیئت متوسلین به حضرت زهرا در دانشگاه تهران و نیز از طریق شاخهٔ دانشجویی حزب جمهوری اسلامی در سراسر کشور پیگیری کرد.
پس از انحلال حزب جمهوری اسلامی در سال ۱۳۶۶ سید علی خامنه‌ای که در آن زمان رئیس‌جمهور بود پیشنهاد کرد که شاخه‌های حزب تحت عنوان جوامع اسلامی به فعالیت خود ادامه دهند. در همان سال و در زمان انتخابات مجلس سوم تأسیس جریانی تحت عنوان «جامعه اسلامی دانشجویان» با حضور چند دانشجو و طلبه توسط مشکینی، ملکوتی، رحیمی یگانه و دیانتی اعلام می‌شود؛ اما این جریان در حد نام باقی می‌ماند و فعالیت چندانی ندارد. در این دوران تغییرات مهمی در فضای سیاسی ایران اتفاق می‌افتد: جنگ در تابستان ۱۳۶۷ تمام می‌شود، خمینی در خرداد ۱۳۶۸ فوت می‌کند و سید علی خامنه‌ای از رهبران حزب جمهوری اسلامی به عنوان رهبر جدید جمهوری اسلامی منصوب می‌شود. در این فضا گروهی ۵ نفره شامل محمد نصر اصفهانی، مهدی فضائلی، امیرحسین درخشان، محمدرضا مرادیان و محمدصادق سهلانی که پیش از آن در شاخهٔ دانشجویی حزب جمهوری اسلامی و انجمن اسلامی دانشجویان عضویت داشتند در جریان انتخابات میان دوره‌ای دورهٔ سوم مجلس که در دو نوبت در روزهای ۷ آبان و ۲۴ آذر ۱۳۶۸ برگزار شد به عنوان هیئت مؤسس تأسیس «جامعهٔ اسلامی دانشجویان» را اعلام می‌کنند. گفته می‌شود که سید علی خامنه‌ای در دیداری خصوصی با امیرحسین درخشان از تأسیس این سازمان حمایت و وی را به قطع نکردن رابطه با روحانیت، مقابله نکردن با دیگر گروه‌های دانشجویی اسلامگرا و تلاش برای جذب نیروهای کیفی توصیه کرده است.
جامعهٔ اسلامی دانشجویان به فعالیت خود ادامه داد و تا سال ۱۳۷۰ در دانشگاه‌های شهرستان‌های شیراز (مؤسین جامعه در شیراز باقری لنکرانی، فروردین، نجابت و حسینی هستند)، اصفهان، قم، مشهد، تبریز، کرمان و چند شهر دیگر شعباتی تأسیس کرد. جامعهٔ اسلامی دانشجویان همچنین در انتخابات مجلس چهارم در سال ۱۳۷۱ نیز در قالب ائتلاف نیروهای فوق محافظه‌کار با نام جبهه پیروان خط امام و رهبری شرکت کرد. در سال ۱۳۷۵ اولین کنگرهٔ جامعه اسلامی دانشجویان با پیام سید علی خامنه‌ای و سخنرانی علی‌اکبر ناطق نوری رئیس وقت مجلس و محمد یزدی رئیس قوهٔ قضائیهٔ جمهوری اسلامی در تالار علامه امینی دانشگاه تهران برگزار شد و اولین شورای انتخابی آن شکل گرفت. این تشکل همچنین در انتخابات ریاست جمهوری ۱۳۷۶ نیز از علی‌اکبر ناطق نوری در برابر سید محمد خاتمی دفاع کرد.
ساختار جامعهٔ اسلامی دانشجویان از بدو تأسیس تا ۱۳۸۱ به صورت مرکزگرا بود. در این سال کنگرهٔ پنجم این سازمان برگزار شد و با اصلاح اساسنامه، دفاتر دانشگاهی جایگزین شاخه‌های این سازمان در شهرها شدند. در بهمن ۱۳۸۳ جامعهٔ اسلامی دانشجویان به صورت رسمی از کاندیداتوری محمود احمدی‌نژاد حمایت کرد.

## چشم‌انداز
اهداف بر اساس اصل دوم اساسنامه این اتحادیه:
- تعمیق فرهنگ و معارف اسلامی، رشد بینش سیاسی و انقلابی، تقویت روحیهٔ مسئولیت پذیری
- گسترش مشارکت مدنی دانشجویان در راستای پرورش نیروهای توانمند در جهت تحقق آرمان‌های اسلام ناب محمدی بر اساس دیدگاه‌های روح‌الله خمینی
- بهره‌گیری بهینه از توانمندی اعضای اتحادیه در راستای آئین و میثاق مشترک و منافع ملی و برقراری ارتباط سازنده با تشکل‌های دانشگاهی در سطوح ملی، منطقه‌ای و بین‌المللی، در چارچوب منافع نظام اسلامی

بخش‌هایی از سند چشم‌انداز اتحادیه جامعه اسلامی دانشجویان:
- تبدیل شدن به عمده بازوی مشورتی دانشجویی رهبری،
- پیشرو بودن در وحدت حوزه و دانشگاه،
- پیشرو بودن در نهضت تولید علم
- تربیت نیروهای مؤمن و متخصص در سطح تراز انقلاب اسلامی در ایران و جهان (اعم از محقق، متفکر، سخنران، روزنامه‌نگار، نظریه‌پرداز و مدیر)
- حامی حرکت‌های اسلامی و نیز حرکات و قیام‌های مستضعفان در تمام نقاط جهان و بهره‌گیری از توان خویش جهت حمایت و توسعهٔ آنان در راستای صدور انقلاب اسلامی ایران به سایر نقاط جهان… دیده شده است.[۳]

شاخصه‌های فعالیت سیاسی:
- رعایت تعادل و عقلانیت در مواضع
- عدالت و انصاف در انتقاد
- پرهیز از افراط و تفریط در فعالیت‌های سیاسی

## حمایت‌های انتخاباتی[نیازمند منبع]
- حمایت از کاندیداتوری ناطق نوری در انتخابات ریاست جمهوری سال ۱۳۷۶
- حمایت از کاندیداتوری احمد توکلی در انتخابات ریاست جمهوری سال ۱۳۸۰
- حمایت از کاندیداتوری محمود احمدی‌نژاد در انتخابات ریاست جمهوری سال ۱۳۸۴
- حمایت از کاندیداتوری محمود احمدی‌نژاد در انتخابات ریاست جمهوری سال ۱۳۸۸
- حمایت از کاندیداتوری سعید جلیلی در انتخابات ریاست جمهوری سال ۱۳۹۲
- حمایت از لیست ائتلاف اصولگرایان در انتخابات مجلس شورای اسلامی در ۱۳۹۴
- حمایت از کاندیداتوری سید ابراهیم رئیسی در انتخابات ریاست جمهوری سال ۱۳۹۶
- حمایت از کاندیداتوری سید ابراهیم رئیسی در انتخابات ریاست جمهوری سال ۱۴۰۰
- حمایت از کاندیداتوری سعید جلیلی در انتخابات ریاست جمهوری سال ۱۴۰۳

## دبیرکل‌های اتحادیه جامعه اسلامی دانشجویان از زمان تأسیس تاکنون[نیازمند منبع]
- محمد مرادیان (۱۳۶۹–۱۳۶۸)
- مهدی فضائلی (۱۳۷۱–۱۳۶۹)
- محمد نصر اصفهانی (دبیر هیئت مؤسس و اولین دبیرکل رسمی اتحادیه ۱۳۷۸–۱۳۷۱)
- عبدالصالح جعفری (۱۳۷۹–۱۳۷۸)
- سید احسان قاضی‌زاده هاشمی (۱۳۸۰–۱۳۷۹)
- حسین ربانی (۱۳۸۱–۱۳۸۰)
- مجدالدین معلمی (۱۳۸۲–۱۳۸۱)
- میثم نیلی (۱۳۸۳–۱۳۸۲)
- ابراهیم شمشیری (۱۳۸۴–۱۳۸۳)
- عبدالرسول حیدری (۱۳۸۵–۱۳۸۴)
- محسن منصوری (۱۳۸۶–۱۳۸۵)
- مجتبی ابراهیمی (۱۳۸۷–۱۳۸۶)
- علی جوادی (۱۳۸۸–۱۳۸۷)
- علیرضا آرانی نژاد (۱۳۸۸–۱۳۸۹)
- حمیدرضا رستمی (به مدت دوماه)
- ایوب توکلیان (۱۳۸۹–۱۳۹۰)
- محمد پهلوان کاشی (۱۳۹۰–۱۳۹۱)
- ابوالفضل چمندی (۱۳۹۱–۱۳۹۲)
- سعید اصغریان (۱۳۹۲–۱۳۹۳)
- علی پهلوان کاشی (۱۳۹۳–۱۳۹۴)
- حسین زینلیان بروجنی (۱۳۹۴–۱۳۹۵)
- متین منتظمی (۱۳۹۵–۱۳۹۶)
- حسین اخگرپور (۱۳۹۶–۱۳۹۷)
- محمد امین مهدی پور (۱۳۹۷–۱۳۹۸)
- محمد زادمهر (۱۳۹۸–۱۳۹۹)
- توحید تقی‌زاده (۱۳۹۹–۱۴۰۰)
- محمد حسین کاظمی (۱۴۰۰–۱۴۰۱)
- امیر محمد کولانی (۱۴۰۲–۱۴۰۱)
- محمدمهدی احمدی (۱۴۰۲-۱۴۰۳)
- ابوالفضل محمدی (۱۴۰۳-تاکنون)